# Marcsok János
Marcsok János (Salgótarján, 1950. november 4. –) magyar labdarúgó, nemzeti labdarúgó-játékvezető.

## Pályafutása

### Labdarúgóként
A labdarúgással fiatalon ismerkedett meg, serdülő és ifjúsági játékosként 1963-1973 között az NB II-es Salgótarjáni KSE játékosa, fiatal felnőttként 1973-1977 között, az NB I-es Salgótarjáni BTC támadó középpályása. Az első bemutatkozása, 15 évesen, a Borsodi Bányász–Salgótarjáni KSE NB II-es bajnoki találkozón volt. Első élvonalbeli mérkőzése, az Salgótarjáni BTC–Rába ETO NB I-es bajnoki találkozó volt. 1977-1981 között  az NB I-es Kaposvári Rákóczi játékosa lett. Pályafutásának végére hazatért és 1981-1988 között az NB III-as Salgótarjáni Síküveggyár csapatát erősítette. Komoly térdsérülés miatt kellett befejeznie a játékot. Búcsúmérkőzése, a Salgótarjáni Síküveggyár SE–Vasas barátságos találkozó volt.

### Labdarúgó-játékvezetőként
A labdarúgó játékot befejezve, apósának Válóczi Bélának, aki akkor Nógrád megyében a Játékvezető Bizottság elnöke volt - javaslatára indult el a bírói pályán. A játékvezetői vizsgát 1986-ban tette le, ezt követően Nógrád megyében a megyei I. osztálytól indulva különböző labdarúgó bajnokságokban gyorsan szerezte meg a szükséges tapasztalatokat. Előbb NB III-as, majd országos utánpótlás játékvezető lett. 1990-ben minősítették NB II-es, országos játékvezetőnek. Első mérkőzése: Nyíregyháza–BVSC NB II-es bajnoki találkozó volt. Az aktív nemzeti játékvezetéstől 1997-ben búcsúzott.

### Sportvezetőként
1997-2001 között az NB III-as Mátra csoport Játékvezető Bizottságának (JB) elnöke. 2001-2005 között a Nógrád Megyei Labdarúgó-szövetség JB elnöke volt, egészségi okok miatt jelenleg a megyei játékvezetők ellenőre.

## Sikerei, díjai
A Nógrád Megyei Labdarúgó-szövetség Játékvezetői Bizottságától 2007-ben aranykitűzőt kapott 20 éves pályafutásának elismeréseként.

## Családija
Fia, Marcsok Péter NB I/B-s szinten országos játékvezetőként tevékenykedett. Az NB II-ben egy rövid ideig lehetőségük volt együttműködniük.